# Anthony Ashley-Cooper (2e comte de Shaftesbury)
Pour les articles homonymes, voir Anthony Ashley-Cooper, Ashley et Cooper.
Anthony Ashley-Cooper, 2e comte de Shaftesbury (16 janvier 1652 - 2 novembre 1699), connu sous le nom de Lord Ashley de 1672 à 1683, est un pair anglais et député.

## Biographie
Il est le fils d'Anthony Ashley-Cooper (1er comte de Shaftesbury), et de Frances Cecil. Il est élu à la Chambre des communes pour Weymouth et Melcombe Regis en 1673, poste qu'il occupe jusqu'en 1679. En 1683, il succède à son père comme comte et entre à la Chambre des lords.
Lord Shaftesbury épouse Dorothy Manners, fille de John Manners (8e comte de Rutland), en 1669. Il meurt en novembre 1699, à l'âge de 47 ans. Son fils Anthony, devenu philosophe et écrivain renommé, lui succède.